# 威傑里男爵約翰·威傑里
陸軍準將威傑里男爵約翰·帕斯莫爾·威傑里，OBE，TD，PC[?]（1911年7月24日—1981年7月26日），英國法官及大律師，1971年4月至1980年4月任英格蘭及威爾斯首席法官，任內於1972年就北愛爾蘭發生的血腥星期日主持富爭議性的「威傑里法庭」。
威傑里勳爵於1933年考獲事務律師資格，但從未正式執業，二戰後才於1946年轉業為執業大律師，後於1958年奉委御用大律師。成位首席法官以前，他於1959年起出任海斯廷斯特委法官、1961年奉委高等法院皇座法庭法官、以及在1968年升任上訴法院法官。他任內撰寫的判詞理據常以簡潔精辟著稱；在1966年，他又發表「威傑里準則」，為超越經濟資格限額的人士如何能夠酌情獲得法律援助，設下界線。
「威傑里法庭」是回應當年英軍被指無理開槍鎮壓在倫敦德里舉行的一場和平遊行而召開的，可是他隨後發表的《威傑里報告書》卻辯稱軍方出於自衛開火，結果被輿論猛烈批評有包庇軍方和政府之嫌。1998年，政府決定委任常任上訴法官薩維爾勳爵重新就事件展開歷時12年的研訊，最終在2010年發表的《薩維爾報告書》正式推翻《威傑里報告書》，確認英軍無理開火，須就傷亡負起責任。
在任首席法官後期的威傑里患上失智症，嚴重影響日常工作，情況幾近不受控制的地步。經過多次拒絕接受退休安排，倍受壓力的威傑里才於1980年4月退休，未幾於翌年病逝，終年70歲。

## 生平

### 早年生涯
威傑里1911年7月24日生於英國德文郡北部的南莫尔顿，祖上幾代都居於當地。他是家中唯一的長子，由父親塞繆爾·威傑里（Samuel Widgery）與第二任妻子柏莎·伊麗莎白·帕斯莫爾（Bertha Elizabeth Passmore）所出。威傑里的父親任職房屋傢俱商，母親曾獲委太平紳士。
威傑里早年入讀陶頓（Taunton）的女皇書院，在校內曾當學生長。1927年從學校肄業後，他沒有升讀大學，選擇當見習律師。在當時沒有大學學位也具資格成為律師的情況下，威傑里於1933年考獲執業事務律師資格，並同時奪得約翰·麥克萊爾獎（John Mackrell prize）。雖然從未正式執業，但他考獲執業事務律師資格後不久，便於1933年加入倫敦的吉布生韋爾敦法律學院（Gibson and Welldon）任職法律導師，直到1939年為止。
1938年，威傑里應募加入本地陸軍轄下的皇家工兵團，服役於第26（倫敦電氣工兵團）防空營，同年9月取得少尉軍階。第二次世界大戰在1939年爆發後，他旋於1940年改編到本地陸軍皇家砲兵團，期間於1942年起臨時晉升為少校，並於1944年參與諾曼第登陸戰，1945年因軍功獲英廷獎授OBE（軍事）勳銜，另外還獲法國和比利時當局分別授予英勇十字勳章和利奧波德勳章。二戰的從軍經歷也為他換來一面1939年至1945年星章、一面法國和德國星章、一面國防獎章和一面1939年至1945年大戰獎章。
二戰尾聲的時候，威傑里於1945年4月重新取得中尉軍階，戰後於1947年5月獲提拔成為中校，其後於1951年4月進一步晉升為上校，並追溯至1950年5月生效。1953年10月，威傑里轉任本地陸軍後備隊上校，同時獲得名譽准將軍階，期間又於1954年2月至1955年7月獲任命為本地陸軍其中一個小隊的榮譽上校。一直到1967年3月，他終以上校和名譽準將的身份正式從本地陸軍退伍。為肯定他在本地陸軍的長期服務，他於1950年4月獲頒授本地勳章，後來於1952年6月再獲頒授一杖本地勳章勳扣。1951年2月，他還獲委任為倫敦郡副郡尉。

### 司法生涯
大戰過後，威傑里沒有執業為事務律師，相反，他在1946年從林肯律師學院考取執業大律師資格，並在東南巡迴裁判區一帶執業，主要從事涉及地稅和地政規劃方面的訴訟，業務頗為成功。1958年，英廷委出16名御用大律師，當中以威傑里年紀最輕，而他因此成為首位榮膺御用大律師銜的戰後大律師。1959年12月，威傑里進一步獲英廷奉委海斯廷斯特委法官，至1961年1月正式放棄私人執業，加入高等法院出任皇座法庭法官，並在同年按慣例獲封爵士。值得一提的是，英國高等法院法官傳統上不會留鬍子，但他上任後卻繼續保留從軍以來所蓄的鬍子。此後，他還曾於1961年當選林肯律師學院理事、1966年至1970年當選內殿律師學院理事會首任主席，以及於1977年榮任林肯律師學院司庫。

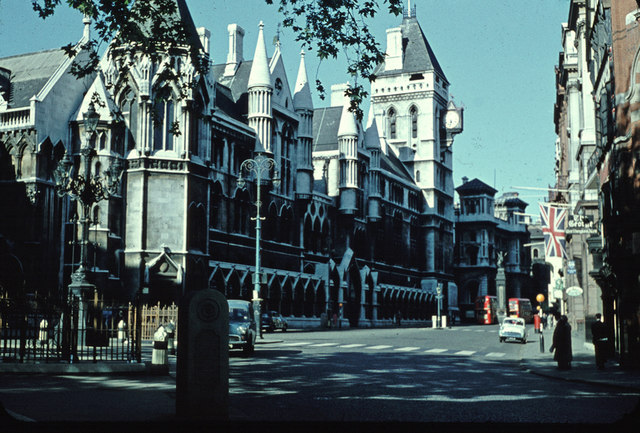
威傑里勳爵於1961年出任高等法院法官、1968年升任上訴法院法官，後於1971年至1980年任英格蘭及威爾斯首席法官，期間都在皇家司法院（圖）辦公

在任法官期間，威傑里尤善於審理案情嚴重的刑事案件，對於感興趣的案件，他往往都能夠撰寫高素質的判詞。透過對細節的留意，以及通過常理判斷，他的判詞理據常以簡潔精僻著稱，並得到與訟雙方的信服。不過，由於早年沒有接受正規的法律教育，他的法學根基較弱，發表的判詞也較少被後人引用。
雖然如此，威傑里也有一些常被援引的案件，例子有他在1966年主審的韋勒公司訴口蹄病研究所案（Weller & Co. v. Foot and Mouth Research Institute (1966) 1 Q.B. 569）。案情指出，研究所一次意外洩漏口蹄病病毒事故，導致有牧場牛隻受到感染，迫使當局實施檢疫隔離，連帶使韋勒公司經營的牛隻拍賣業務停頓，造成經濟損失，所以入稟向研究所索償。
威傑里在案中駁回索償要求，並在判詞中指出研究所只需賠償予蒙受「實質損壞」的一方，也就是那些因牛隻被當局銷毀而蒙受損失的牛隻主人；相反，雖然韋勒公司的損失也在可預見的範圍內，但不牽涉任何「實質損壞」，因此韋勒公司一旦獲得賠償，勢必引發肉販、餐廳和運輸公司等以同類理由向研究所提出索償，此舉將嚴重影響社會的正常運作，也不可行，故裁定索償理據不成立。威傑里在案中以不涉及「實質損壞」的經濟損失屬於不可挽回的損失為理由，為索償準則定下界限，也為後來的同類案件提供參考。
除了審理案件外，威傑里在1964年至1965年獲英政府委任為刑事案件法律援助部門委員會主席，就法律援助等議題展開研究。這個有「威傑里委員會」之稱的委員會後於1966年發表報告書，制訂了「威傑里準則」（Widgery Criteria），解釋在何種條件下，求助人雖然超越經濟資格限額，但仍可獲有關當局視作案件符合「司法公正」（in the interests of justice）而酌情提供法援。這些準則包括：
1. 控罪是否嚴重得可能使被告喪失自由或生計，或名譽確有可能嚴重受損；或
2. 控罪會否帶來重大法律問題；或
3. 被告是否有精神病或其他精神上或身體上的殘障，以致無法理解訴訟的程序及自辯；或
4. 在抗辯過程中，是否涉及追查和會晤證人，或需要由專家盤問控方證人；或
5. 提供法律代表以維護被告人以外之人士的利益，例如在幼童被性侵犯的案件中，被告人應避免親自盤問証人。

另一方面，威傑里也曾在1966年至1970年兼任內政部刑法制度顧問委員會副主席一職。1968年，他獲進一步擢升為上訴法院法官，又獲授樞密院顧問官榮銜。不過，他的在任時間並不長久，在時任大法官海爾什勳爵提名下，他旋於1971年4月20日出任英格蘭及威爾斯首席法官，以接替提出退休的帕克勳爵，並於同日獲冊封為終身貴族，是為德文郡南莫爾頓的威傑里男爵（Baron Widgery, of South Molton in the County of Devon。英政府當時對首席法官繼任人沒有特定人選，而威傑里也是所有人選中資歷最淺的一位，但他憑藉本身擁有行政經驗而獲得起用；海爾什勳爵委任威傑里時，特別讚揚他是「一位友善而審慎的法官，也是一位眼光敏銳的上訴法院院官」。

### 首席法官
威傑里上任首席法官後不久，碰上北愛爾蘭在1972年1月30日發生轟動一時的血腥星期日事件。當天，有大批民眾在北愛爾蘭西北部城市倫敦德里舉行爭取公民權利的非法遊行，惟期間英軍奉命向群眾開火，造成有14名手無寸鐵的人士被擊斃（13人當場死亡，其餘一人後來傷重死亡）。
事發後兩天，時任首相愛德華·希思委任他主持「威傑里法庭」（Widgery Tribunal），就事件進行研訊。威傑里在距離倫敦德里40英里的科爾雷恩主持為期三星期的聆訊，旋於同年4月發表《威傑里報告書》，由獲得委任到發表報告，前後僅用了約三個月的時間。當中，他指遊行人數只有大約3,000至5,000人，此外，他又在報告書指出是示威者先對英軍開槍，英軍出於自衛才繼而還火，沒有人需要為事件負責和接受處分。
《威傑里報告書》發表後，不少輿論猛烈批評威傑里只是為軍方及政府「開脫」和免除責任，有輿論更指責他只邀請少部份目擊證人出席研訊，其軍人背景也惹人質疑他在裁決中有偏袒軍方之嫌；再加上報告書多處內容被指前後矛盾，推論粗疏，使報告書的可信性進一步受到外界質疑。
儘管報告書獲得當時的保守黨政府接納，但多年來輿論始終對報告書存在重大爭議，經過26年後的1998年，時任首相貝理雅終於宣佈委任常任上訴法官薩維爾勳爵（Lord Saville）重新召開研訊。研訊前後歷時12年，至2010年6月發表調查報告，正式推翻《威傑里報告書》的結論，承認是英軍先向平民開火，並結論被殺的14名示威者都從沒有對軍方構成任何威脅。《薩維爾報告書》發表後，時任首相大衛·卡梅倫正式對事件致以「深切歉疚」，同時強調當年英軍的暴行「完全沒有理據」可言。
除了血腥星期日事件以外，威傑里在1974年負責主審已故工黨政治家理查·克羅斯曼（Richard Crossman）的日記出版案。克羅斯曼曾於六十年代在時任首相哈羅德·韋爾遜的內閣擔任過樞密院議長等職。克羅斯曼於1974年逝世後，有出版商計劃把他生前撰寫的日記出版成書，但計劃被政府入稟申請禁制，理由是克羅斯曼不久以前曾在內閣供職，擔心日記一旦出版有可能會洩漏內閣機密。威傑里在裁決認為有關日記並沒有甚麼機密內容可言，拒絕發出禁制令，結果日記成功出版。
威傑里任內還經歷了英格蘭及威爾斯的法院架構重組，在1971年，國會根據畢齊勳爵（Lord Beeching）提出的建議制訂《法院法令》，通過以常設的皇室法院取代過往不定期召開的巡迴審判和四季法庭，以加速法院審理案件的效率。雖然有批評指威傑里花太多時間審案，但事實是下級法院的大規模改組，連帶使上級法院審理上訴案件的數目急增；同時間，下級法院的體制改革也大大加重他在行政工作方面的負擔，使他承受沉重的工作壓力。
繁重的職務使威傑里後期的精神和健康狀況倒退，而且還得上失智症。據稱，威傑里當年主持「威傑里法庭」的時候已開始有阿茲海默症的病徵，在任首席法官的最後18個月，雖然他如常上班，但病情卻已經嚴重得無法審案，甚至無力處理日常的行政工作。有報導更指他在任首席法官的最後一到兩年，他在庭上神情怪異，而且還問非所問、胡言亂語，時而在庭上昏睡，情況不受控制。根據《1959年司法長俸法令》，任何在當年法令生效後聘任的法官必須在年滿75歲或之前退休，這意味在1961年正式獲聘的威傑里最長可在司法界工作至1986年年滿75歲為止。不過，受失智症困擾的威傑里明顯無法再履行職務，經過多次拒絕接受退休安排，他在倍受壓力下才於1980年4月提早退休，由唐納森勳爵（Lord Donaldson）暫任，後來再由萊恩勳爵（Lord Lane）正式接任。

### 晚年生涯
退休以後，威傑里一直待在倫敦切爾西家中休養，患上失智症的他無法再擔任公職和出席公開活動。一年多後，他在1981年7月26日於家中逝世，終年70歲，他在逝世前兩天才剛度過其70歲生日。為表彰其在司法界的表現，威傑里曾於1971年獲艾希特大學頒授榮譽法學博士學位，隨後又於1976年分別獲里茲大學和美國哥倫比亞大學頒授榮譽法學博士學位。他的家鄉南莫爾頓在1971年向他頒授榮譽市民榮銜，正好他的一位先祖也曾於1689年獲授同一殊榮；後來艾希特也於1975年向他頒授榮譽市民榮銜。

## 個人生活
威傑里曾有兩段婚姻，他先於1935年迎娶海倫·葉茲·皮爾（Helen Yates Peel）為妻，她來自唐卡斯特，是地產經紀鮑德溫·沃克·皮爾（Baldwin Walker Peel）的女兒，兩人於1946年離婚。威傑里於1948年娶來自曼島的失婚婦人安·伊蒂絲·凱爾莫迪（Ann Edith Kermode）為妻，她的父親威廉·愛德溫·凱爾莫迪（William Edwin Kermode）曾任礦務工程師。威傑里勳爵在兩段婚姻中都沒有子女。

## 榮譽

### 殊勳
- 以下列出榮譽全稱及縮寫：^ 
  - 英帝國官佐（軍事）勳章（O.B.E. (Mil.)） （1945年6月21日[6]）
  - 英勇十字勳章 （1945年，法國[1]）
  - 利奧波德勳章 （1945年，比利時[1]）
  - 1939年至1945年星章[8]
  - 法國和德國星章[8]
  - 國防獎章[8]
  - 1939年至1945年大戰獎章[8]
  - 本地勳章（T.D.） （1950年4月21日[16]）
  - 副郡尉（D.L.） （倫敦郡，1951年2月12日[16]）
  - 本地勳章勳扣 （1952年6月10日[17]）
  - 御用大律師（Q.C.） （1958年4月15日[39]）
  - 下級勳位爵士（Kt.） （1961年2月16日[21]）
  - 樞密院顧問官（P.C.） （1968年2月14日[26]）
  - 終身貴族 （1971年4月20日[27][40]）
  - 南莫爾頓榮譽市民 （1971年[1]）
  - 艾希特榮譽市民 （1975年[2]）

### 榮譽學位
- 榮譽法學博士
  - 艾希特大學 （1971年[1]）
  - 里茲大學 （1976年[1]）
  - 哥倫比亞大學 （1976年，美國[3]）

## 注腳
1. 1 2 3 4 5 6 7 8 9 10 11 12 13 14 15 16 17 18 19 20 21 22 23 24 25 26 27 28  Heuston (1990)
2. 1 2 3 4 5 6 7 8 9  "Widgery, Baron ( Life Peer); John Passmore Widgery" (1972)
3. 1 2 3 4 5 6  "LORD WIDGERY IS DEAD AT 70; TOP BRITISH JUDGE UNTIL 1980" (28 July 1981)
4. ↑  "Issue 34562 （页面存档备份，存于）", London Gazette, 18 October 1938, p.6503.
5. ↑  "Supplement to Issue 34975 （页面存档备份，存于）", London Gazette, 18 October 1940, p.6122.
6. 1 2  "Supplement to Issue 37138", London Gazette, 19 June 1945, p.2.
7. ↑  "Supplement to Issue 38079 （页面存档备份，存于）", London Gazette, 23 September 1947, p.4519.
8. 1 2 3 4 5  "Aftermath of Bloody Sunday and the Widgery Tribunal" (retrieved on 3 December 2016)
9. ↑  "Supplement to Issue 37335 （页面存档备份，存于）", London Gazette, 2 November 1945, p.5382.
10. ↑  "Supplement to Issue 38008 （页面存档备份，存于）", London Gazette, 4 July 1947, p.3113.
11. ↑  "Supplement to Issue 39432 （页面存档备份，存于）", London Gazette, 1 January 1952, p.131.
12. ↑  "Supplement to Issue 40023 （页面存档备份，存于）", London Gazette, 20 November 1953, p.6366.
13. ↑  "Supplement to Issue 40127 （页面存档备份，存于）", London Gazette, 16 March 1954, p.1670.
14. ↑  "Supplement to Issue 40525 （页面存档备份，存于）", London Gazette, 28 June 1955, p.3796.
15. ↑  "Supplement to Issue 44287 （页面存档备份，存于）", London Gazette, 7 April 1967, p.4027.
16. 1 2 3  "Supplement to Issue 38889 （页面存档备份，存于）", London Gazette, 21 April 1950, p.1929.
17. 1 2  "Supplement to Issue 39567 （页面存档备份，存于）", London Gazette, 6 June 1952, p.3172.
18. ↑  "Issue 39148 （页面存档备份，存于）", London Gazette, 13 February 1951, p.800.
19. ↑  "Issue 41891 （页面存档备份，存于）", London Gazette, 11 December 1959, p.7851.
20. ↑  "Issue 42249 （页面存档备份，存于）", London Gazette, 13 January 1961, p.1.
21. 1 2  "Issue 42285", London Gazette, 21 February 1961, p.1.
22. 1 2 3 4  Murphy & Witting (2012), p.106.
23. ↑  〈當值律師計劃〉（造訪於2008年12月9日）
24. ↑  〈立法會CB(2)159 /03-04(03)號文件〉（2003年10月20日）
25. ↑  "Issue 44510", London Gazette, 25 January 1968, p.1.
26. 1 2  "PRIVY COUNSELLORS 1915 - 1968 （页面存档备份，存于）", Leigh Rayment's Peerage Page, retrieved on 9 December 2008.
27. 1 2  "Issue 45348", London Gazette, 22 April 1971, p.1.
28. 1 2 3 4 5 6 7  "Initial Bloody Sunday inquiry labelled 'whitewash'" (11 June 2010)
29. 1 2 3  Widgery (20 April 1972)
30. ↑  "1972:'Bloody Sunday' report excuses Army" (19 April 1972)
31. ↑  Granville (28 July 2005)
32. ↑  Cohen (1 February 2004)
33. 1 2 3  "Bloody Sunday report published （页面存档备份，存于）", BBC News, 15 June 2010.
34. 1 2  "Creating a modern court system" (retrieved on 4 December 2013)
35. 1 2 3  Jackson and Spencer (1989), p.50.
36. 1 2  Hunter (26 March 2000)
37. ↑  Private Eye (1 September 1978)
38. ↑  Morton (25 August 2005)
39. ↑  "Issue 41362", London Gazette, 15 April 1958, p.3.
40. ↑  "Sir John Passmore Widgery, Baron Widgery （页面存档备份，存于）", thePeerage.com, retrieved on 9 December 2008.

### 英文資料
- "Widgery, Baron ( Life Peer); John Passmore Widgery", Who's Who. London: A. & C. Black, 1972.
- Widgery, Lord, Report of the Tribunal appointed to inquire into the events on Sunday, 30th January 1972 (Widgery Report)（页面存档备份，存于）. London: H.M.S.O., 20 April 1972. ISBN 978-0-10222-072-8
- Private Eye Issue No. 436, 1 September 1978.
- "LORD WIDGERY IS DEAD AT 70; TOP BRITISH JUDGE UNTIL 1980 （页面存档备份，存于）", The New York Times, 28 July 1981.
- Jackson, Richard Meredith, and, Spencer, J. R., Jackson's Machinery of Justice （页面存档备份，存于）. Cambridge University Press, 1989. ISBN 978-0-52136-257-3
- Heuston, R. F. V., "Widgery, John Passmore, Baron Widgery (1911–1981)", Dictionary of National Biography: 1981 - 1985. England: Oxford University Press, 1990. ISBN 978-0-19865-210-6
- Hunter, John, "WIDGERY INQUIRY CLAIM; EXCLUSIVE （页面存档备份，存于）", Sunday Mirror, 26 March 2000.
- Cohen, Nick, "Schooled in scandal （页面存档备份，存于）", The Guardian, 1 February 2004.
- Granville, David, "More 'butcher' than grocer' （页面存档备份，存于）", The Morning Star, 28 July 2005.
- Morton, James, "OBITUARY: LORD LANE", The Independent, 25 August 2005.
- "Initial Bloody Sunday inquiry labelled 'whitewash' （页面存档备份，存于）", BBC News, 11 June 2010.
- "Bloody Sunday report published （页面存档备份，存于）", BBC News, 15 June 2010.
- Murphy, John, and, Witting, Christian, Street on Torts （页面存档备份，存于）. Oxford University Press, 2012. ISBN 978-0-19955-444-7
- "Creating a modern court system （页面存档备份，存于）", The UK Parliament, retrieved on 4 December 2013.
- "Aftermath of Bloody Sunday and the Widgery Tribunal （页面存档备份，存于）", BBC History, retrieved on 3 December 2016.

### 中文資料
- 〈立法會CB(2)159 /03-04(03)號文件 （页面存档备份，存于）〉。香港：香港立法會，2003年10月20日。
- 〈當值律師計劃 （页面存档备份，存于）〉，《當值律師服務》，造訪於2008年12月9日。

## 外部連結
- 《威傑里報告書（页面存档备份，存于）》（1972年4月20日發表）（只備英文版）
- 30 January 1972: Army kills 13 in civil rights protest（页面存档备份，存于）, BBC On This Day
- 19 April 1972: 'Bloody Sunday' report excuses Army（页面存档备份，存于）, BBC On This Day

| 司法职务          | 司法职务                             | 司法职务                     |
| ----------------- | ------------------------------------ | ---------------------------- |
| 前任者： 帕克勳爵 | 英格蘭及威爾斯首席法官 1971年—1980年 | 繼任者： 唐納森勳爵 （暫委） |